# ウェイン・マップ
ウェイン・ダニエル・マップ（Wayne Daniel Mapp, QSO、1952年3月12日 - ）は、ニュージーランドの元政治家。

## 来歴
ノースランド地方テ・コプル出身。オークランド大学法学部卒業。トロント大学で法学修士号、ケンブリッジ大学でPh.D.（国際法専攻）を取得。ニュージーランド最高裁判所法廷弁護士・事務弁護士の資格を持つ。
1978年から1982年まで弁護士として活動し、1984年から1996年までオークランド大学講師/准教授/商学部副学部長を歴任（専門は商法）。
1982年にニュージーランド国民党に入党。1993年から1996年まで国民党政策部長を務める。1996年の議会総選挙にノース・ショア地区より出馬し初当選。国防省報道官、法務報道官、外務報道官などを歴任し、2008年から第36代国防大臣に就任、科学技術省大臣を兼務する。
専門は外交、安全保障、国防、通商交渉、移民問題など多岐にわたる。
2011年の総選挙に出馬せず、政界から引退する。2012年2月にニュージーランド法務委員会委員に就任。2013年に政治貢献に対しニュージーランド国王より女王功績勲章が授与された。